# Smârdioasa
Smârdioasa is een Roemeense gemeente in het district Teleorman.
Smârdioasa telt 2543 inwoners.